# 山梨県道301号白井河原八田線
山梨県道301号白井河原八田線（やまなしけんどう301ごう しらいがわらはったせん）は、山梨県甲府市と笛吹市を結ぶ一般県道である。

## 概要

### 路線データ
- 起点：山梨県甲府市白井町（白井河原橋北交差点＝国道140号交点）
- 終点：山梨県笛吹市石和町市部（笛吹警察署北交差点＝国道411号交点）

## 重複区間
- 山梨県笛吹市石和町河内（河内交差点・河内東交差点間）：山梨県道22号甲府笛吹線

## 通過する自治体
- 山梨県
  - 甲府市 - 笛吹市

## 交差・接続する道路
- 国道140号（甲府市白井町・起点）
- 国道140号（笛吹市石和町・井戸交差点）
- 山梨県道22号甲府笛吹線（笛吹市石和町河内・河内交差点）
- 山梨県道22号甲府笛吹線（笛吹市石和町河内・河内東交差点）
- 国道20号甲府バイパス（笛吹市石和町四日市場・四日市場交差点）
- 国道411号（笛吹市石和町市部・笛吹警察署北交差点）

## 周辺
- 笛吹市立石和第四保育所
- 笛吹市立石和西小学校